# Luc Arbogast

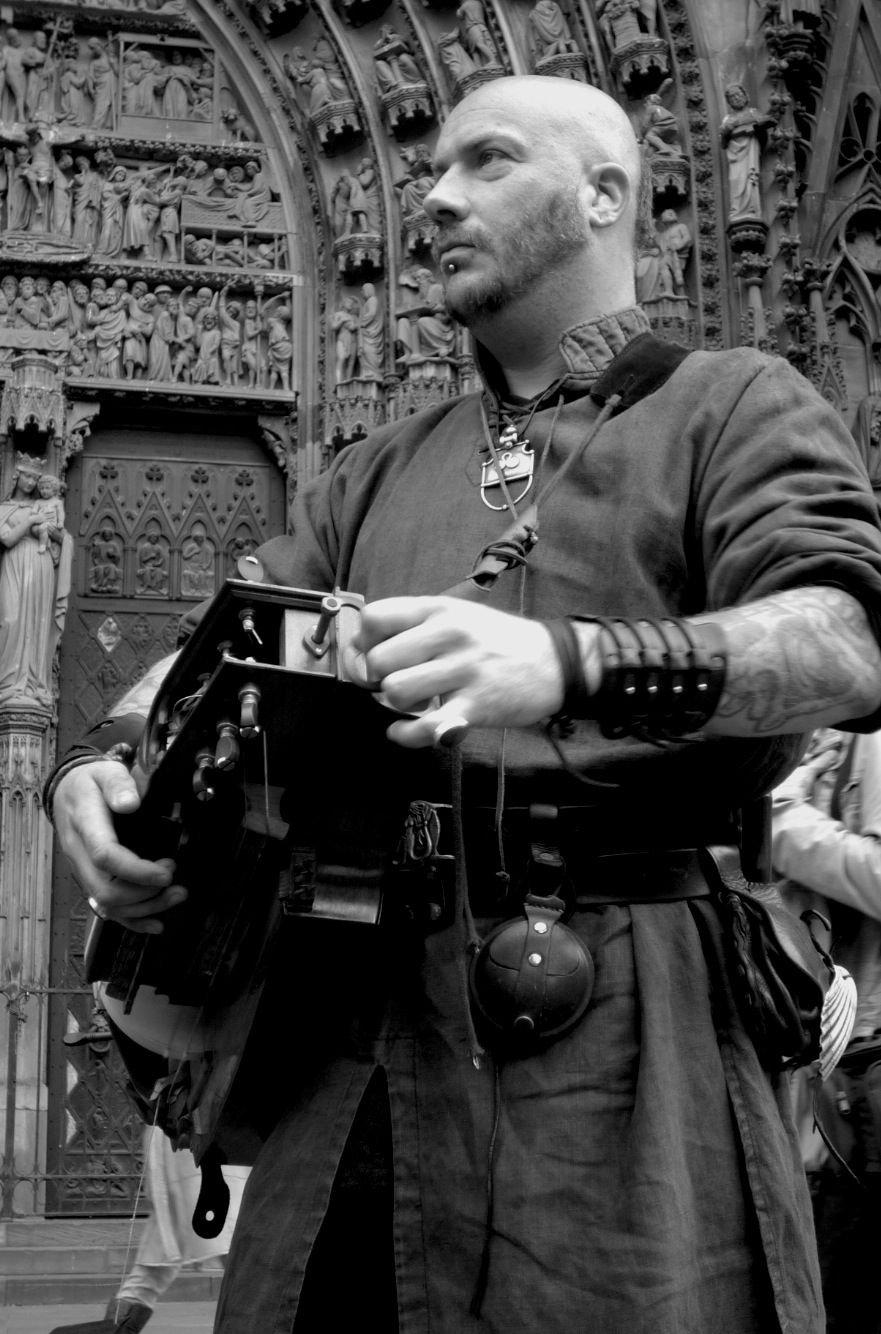
Foto en blanco y negro en la Catedral de Estrasburgo, 2011

Luc Arbogast (La Rochelle, 2 de noviembre de 1975), es un músico (mandolina, laúd, guitarra, buzuki, citole) y cantante (tenor, contratenor) francés especializado en la interpretación de canciones y melodías medievales. Ganó mucha popularidad en 2013 al partipar en la segunda temporada de The Voice Francia.

## Biografía
Su familia es originaria de Estrasburgo. Es hijo de una enfermera alemana y de un militar. Pasó su infancia en Aigrefeuille-d'Aunis, y su familia se instaló definitivamente en Alsacia en 1985. 
Fue al colegio en Metzeral, y después a la Escuela Frédéric Hartmann de Munster.  Se familiarizó con el acento alsaciano y aprendió a tocar laguitarra con los boy scouts.
Más tarde estudió secundaria en el Liceo Frédéric Kirschleger de Munster, y se formó como zapatero; también consideró otros oficios (forjador, perforador de piercings,…), pero autodidacta, aprendió a tocar varios instrumentos y además de la música medieval, fundó con su hermano el grupo punk-metal CHAOS SQUAD en 1993.

## Discografía
- Fjall d'yr Vinur, 2003
- Domus', 2004
- Hortus Dei, 2007
- Aux Portes de Sananda, 2009
- Canticum in Terra, 2012
- Odysseus, 2013
- Oreflam, 2014
- Metamorphosis, 2016
- Songe d'une nuit d'hiver, 2020

## Enaces externos
- Sitio oficial (en francés)